# Niagara (Wisconsin)
Pour les articles homonymes, voir Niagara.
Niagara est une ville américaine située dans le comté de Marinette, au Wisconsin. Selon le recensement de 2010, sa population est de 1 624 habitants.